# Lindsaeineae
Lindsaeineae é uma subordem de pteridófitas (Polypodiopsida) da ordem Polypodiales, criada pelo Pteridophyte Phylogeny Group, no sistema PPG I de 2016. É constituída por duas famílias monogenéricas mais a grande família Lindsaeaceae, esta com sete géneros,  agrupando, no conjunto das três famílias cerca de 237 espécies. O agrupamento corresponde à família Lindsaeaceae sensu Smith 2016.

## Descrição
Os rizomas são curtos a longos, rastejantes, mas raramente ascendentes, cobertos por escamas não clatratadas (raramente tricomas). Os pecíolos são simples, raramente duplos (por vezes vários fundindo-se em dois na parte superior do estipe). Contêm feixes vasculares e os soros são marginais a sub-marginais, geralmente protegidos por indúsio verdadeiro do tipo laminar (raramente pseudo-indúsio marginal ou ambos).

## Taxonomia
As Lindsaeineae são colocadas dentro dos Polypodiales e estão filogeneticamente relacionadas com as outras cinco subordens, como mostra o seguinte cladograma:

|  | Saccolomatineae |
|  |                 |
|  | Lindsaeineae    |
|  |                 |

|  | Dennstaedtiineae                                               |
|  |                                                                |
|  | \| \| Aspleniineae \| \| \| \| \| \| Polypodiineae \| \| \| \| |
|  |                                                                |
|  | Aspleniineae                                                   |
|  |                                                                |
|  | Polypodiineae                                                  |
|  |                                                                |

|  | Aspleniineae  |
|  |               |
|  | Polypodiineae |
|  |               |

|  | Dennstaedtiineae                                               |
|  |                                                                |
|  | \| \| Aspleniineae \| \| \| \| \| \| Polypodiineae \| \| \| \| |
|  |                                                                |
|  | Aspleniineae                                                   |
|  |                                                                |
|  | Polypodiineae                                                  |
|  |                                                                |

|  | Aspleniineae  |
|  |               |
|  | Polypodiineae |
|  |               |

|  | Saccolomatineae |
|  |                 |
|  | Lindsaeineae    |
|  |                 |

|  | Dennstaedtiineae                                               |
|  |                                                                |
|  | \| \| Aspleniineae \| \| \| \| \| \| Polypodiineae \| \| \| \| |
|  |                                                                |
|  | Aspleniineae                                                   |
|  |                                                                |
|  | Polypodiineae                                                  |
|  |                                                                |

|  | Aspleniineae  |
|  |               |
|  | Polypodiineae |
|  |               |

|  | Dennstaedtiineae                                               |
|  |                                                                |
|  | \| \| Aspleniineae \| \| \| \| \| \| Polypodiineae \| \| \| \| |
|  |                                                                |
|  | Aspleniineae                                                   |
|  |                                                                |
|  | Polypodiineae                                                  |
|  |                                                                |

|  | Aspleniineae  |
|  |               |
|  | Polypodiineae |
|  |               |

### Subdivisão
A subordem Lindsaeineae agrupa três famílias:
- Cystodiaceae J.R.Croft, monotípica, com apenas a espécie Cystodium sorbifolium;
- Lindsaeaceae C.Presl ex M.R.Schomb., com 7 géneros, agrupando cerca de 234 espécies;
- Lonchitidaceae Doweld, monogénerica, com apenas Lonchitis agrupanso 2 espécies.

As três famílias que constituem as Lindsaeineae estão relacionadas da seguinte forma:

|  | Cystodiaceae                                                    |
|  |                                                                 |
|  | \| \| Lonchitidaceae \| \| \| \| \| \| Lindsaeaceae \| \| \| \| |
|  |                                                                 |
|  | Lonchitidaceae                                                  |
|  |                                                                 |
|  | Lindsaeaceae                                                    |
|  |                                                                 |

|  | Lonchitidaceae |
|  |                |
|  | Lindsaeaceae   |
|  |                |